# Uwe Hoppe
Uwe Hoppe (* 7. Dezember 1954 in Hondelage bei Braunschweig) ist ein deutscher Dramatiker, Regisseur, Autor und Schauspieler. Er wurde durch seine Wagner-Adaptionen bekannt, die seit 1982 jährlich parallel zu den Bayreuther Festspielen in Bayreuth aufgeführt werden.

## Leben

### Kindheit und Jugend
Hoppe wurde als drittes von vier Kindern in Hondelage geboren. Sein Vater, gelernter Maurer, und seine Mutter führten zusammen eine Wäscherei. Hoppe besuchte die die Neue Oberschule in Braunschweig.
Als Hoppe im Alter von fünf Jahren den Siebten Heinzelmann in dem Stück „Die Heinzelmännchen von Köln“ spielte, wusste er, dass er später einmal am Theater arbeiten möchte.
Mit zehn Jahren dramatisierte er eine Novelle von Johann Peter Hebel, die auch aufgeführt wurde. Im Alter von fünfzehn Jahren inszenierte er den Film „Die Kommode“ von Curt Goetz, nachdem er diesen im Fernsehen gesehen hatte.

### Karriere

#### Studium und erste Engagements (1973–1980)
Uwe Hoppe begann 1973 das Studium der Pädagogik an der Pädagogischen Hochschule Niedersachsen, Abteilung Braunschweig. Dies brach er aber ab, um ab 1975 Musikwissenschaften, Kunstgeschichte und Germanistik an der Technischen Universität Berlin zu studieren. Einer seiner Professoren war Carl Dahlhaus, der Herausgeber der Richard-Wagner-Gesamtausgabe. Ab 1976 begann er zusätzlich noch das Studium der Schauspielkunst und des Chansongesangs am Schauspielstudio Schneidereyth. Durch den Abschluss 1980 erlangte er schließlich seine Bühnenreife. Sein Abschlussprojekt war eine Barockkomödie an der Neuköllner Oper.
Schon während des Studiums war er als Regieassistent am Staatstheater Braunschweig, am Hessischen Staatstheater Wiesbaden und am Renaissance-Theater (Berlin) engagiert; außerdem war er von 1979 bis 1981 Schauspieler und Sänger an der Neuköllner Oper und war u. a. 1980 Dramaturgie-Mitarbeiter bei Achim Freyer. Er schrieb außerdem für Stationen der Hoffnung, ein szenisches Oratorium, das Libretto, welches 1981 in Braunschweig uraufgeführt wurde.

#### Gründung der Studiobühne (1981)
Für einen Besuch des Jahrhundertrings reiste Uwe Hoppe nach Bayreuth, wo er den Regisseur Werner Hildenbrand kennenlernte. Während seines wissenschaftlichen Studiums bekam Hoppe von ihm das Angebot zu inszenieren und brach auch u. a. deswegen das Studieren ab. Zusammen mit Werner Hildenbrand, Eberhard Wagner und Ilse Schörner gründete er dann 1981 die Studiobühne Bayreuth, welche damals im „Schützenhaus“ untergebracht war. Dort inszenierte er noch im selben Jahr Die Zofen von Jean Genet und spielte die Titelrolle in Don Juan in der Eremitage, außerdem wurde 1981 noch sein erstes selbstgeschriebenes Monodrama Klytämnestra verteidigt sich vor Orest in Bayreuth uraufgeführt.
Nach der Gründung der Studiobühne arbeitete Hoppe u. a. in Braunschweig, am Städtebundtheatern Hof und war Regieassistent am Renaissance-Theater in Berlin.

#### Frühe Arbeit als freier Regisseur und Schauspieler (1982–1988)
Für die Spielzeit 1982 schrieb Hoppe seine erste Wagner-Adaption. Da aber die Studiobühne aus dem „Schützenhaus“ ausziehen musste, konnte das Werk dort nicht aufgeführt werden. Deswegen suchte man in Bayreuth nach einem geeigneten Ort und fand schließlich das Steingraeber-Haus. Im Innenhof errichtete man ein Theater, das am Ende des Sommers wieder abgebaut wurde. Dort wurde 1982 Der Ring des Liebesjungen uraufgeführt. Diese Ring-Adaption war durchgehend ausverkauft und Journalisten aus aller Welt berichteten darüber. Hoppe war der erste Regisseur, der Wagners Der Ring des Nibelungen an einem Abend verkürzt zeigte. Es folgte ein Gastspiel an der Deutschen Oper Berlin 1984.
Im neuen Haus der Studiobühne Bayreuth wurde dann 1984 Rotkäppchen, das Hoppe frei nach den Gebrüdern Grimm schrieb, uraufgeführt. Eine Neufassung des Stückes wurde 2002 in Stuttgart gespielt.
Das Bühnenbild zu Der Ring des Liebesjungen von Karlheinz Beer wurde schließlich vernichtet und Hoppe beschloss ein neues Stück für die Saison 1985 zu schreiben. Da in den Wagner-Opern Parsifal und Lohengrin teilweise ähnliche Themen vorkommen, fasste Hoppe beide Werke in Paxiphall & Lohengrün zusammen. Nach der Uraufführung gab es Gastspiele in Nürnberg und München. Das Werk wurde bis 1987 gespielt.

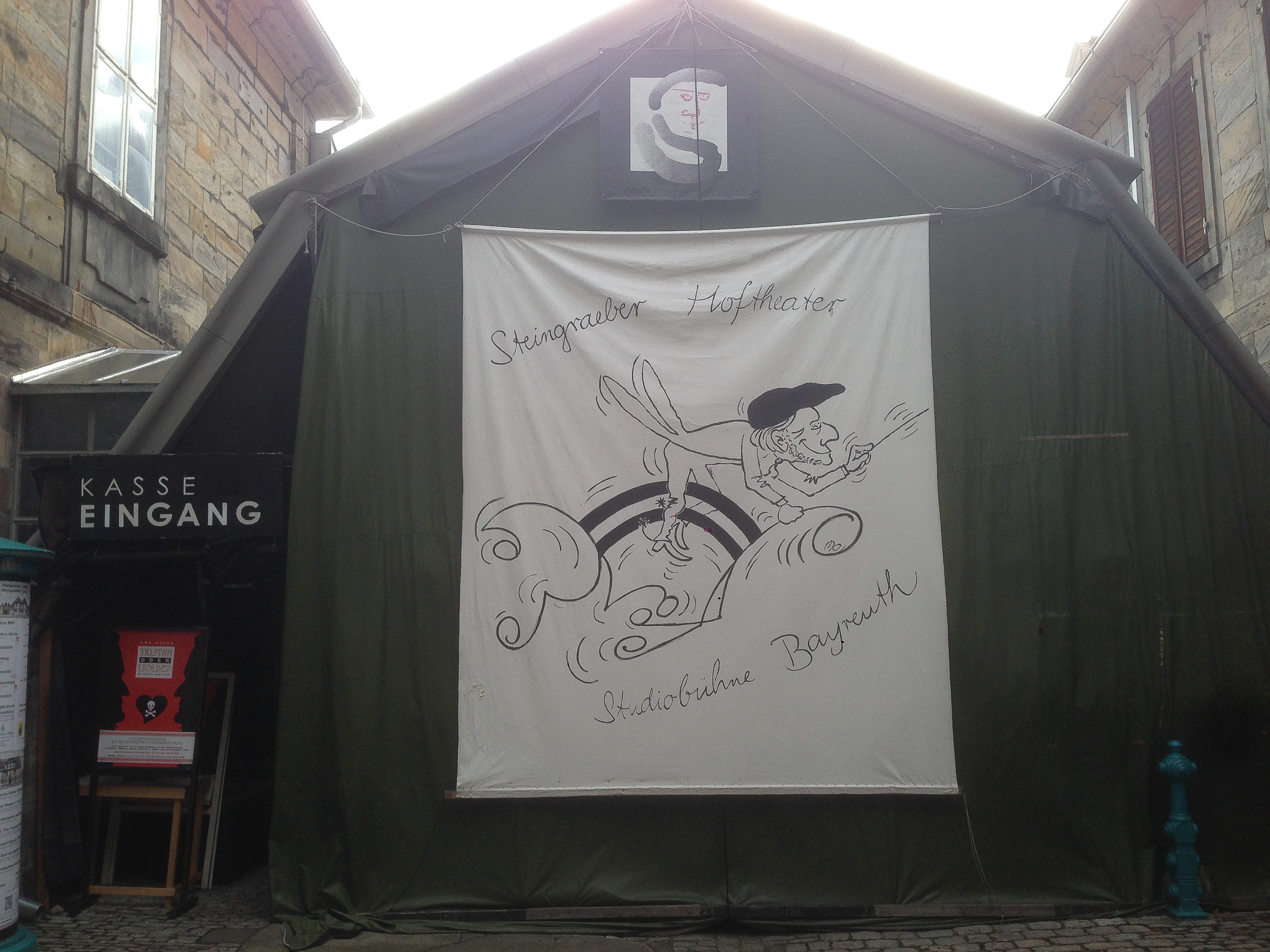
Das Hoftheater im Steingraeber-Palais 2015

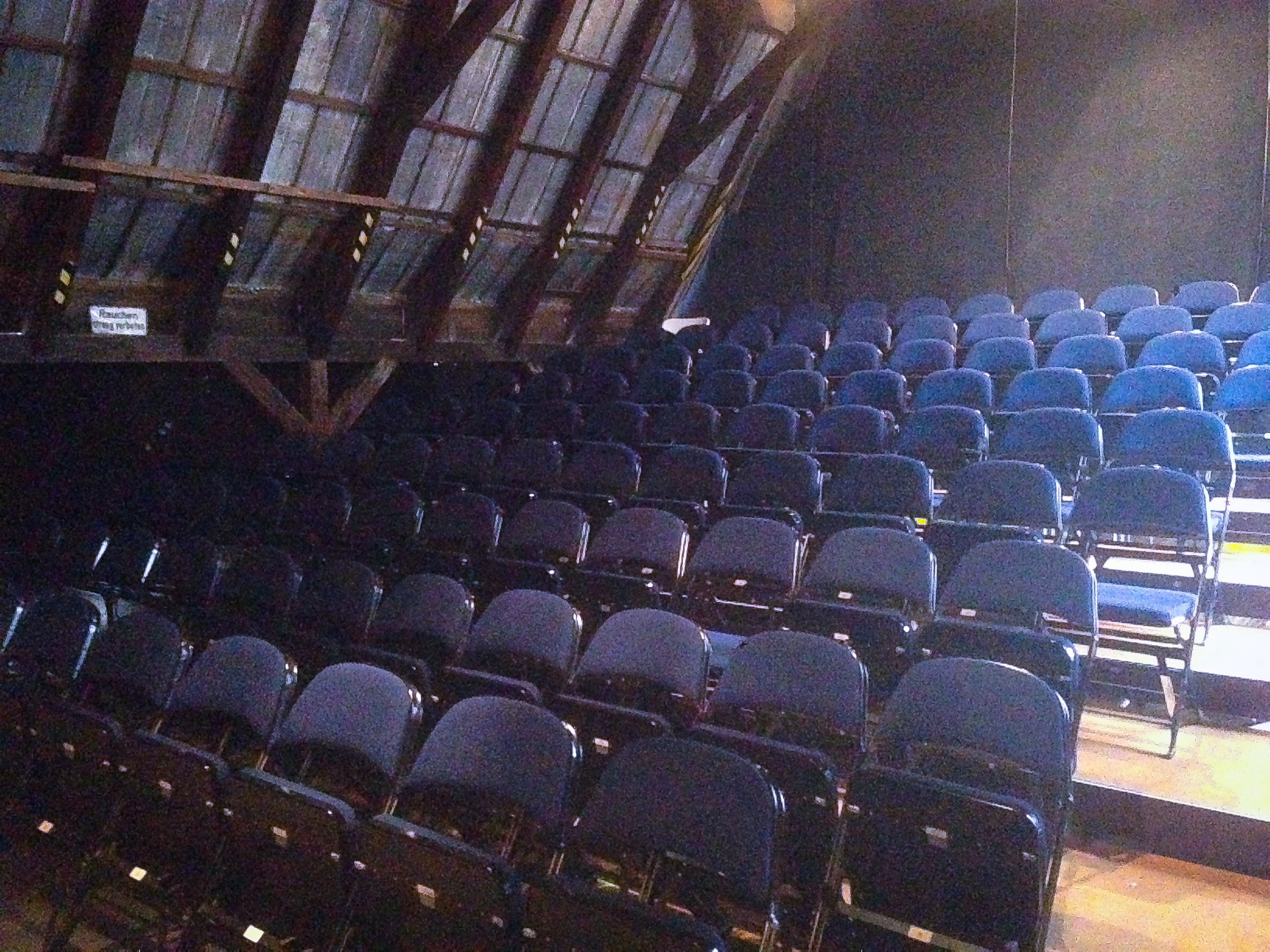
Zuschauerraum im Inneren

Parallel dazu war Hoppe bis 1984 fest in Hof engagiert, beschloss aber dann frei als Regisseur und Schauspieler zu arbeiten. So brachte er 1985 die erst-deutsche Romanbearbeitung von Kassandra von Christa Wolf in Nürnberg auf die Bühne. Für dasselbe Theater schrieb er 1986 das Monodrama Bye, Bye Marilyn, welches dann auch von ihm inszeniert und uraufgeführt wurde. Dieses Stück behandelt die letzten Stunden von Marilyn Monroe. Er war dann als Schauspieler und Regisseur in ganz Deutschland unterwegs, arbeitete u. a. in Hof, Detmold und an den Bühnen der Stadt Essen.
Nach Paxiphall & Lohengrün schrieb er Tannreuther, Meistersinger. Diese Adaption basiert auf den Wagner-Opern Tannhäuser und der Sängerkrieg auf Wartburg und Die Meistersinger von Nürnberg. Hoppe legte beide Werke zusammen, da es bei beiden Opern um Sängerkriege geht, bei denen jeweils eine Frau der erste Preis ist. Tannreuther, Meistersinger wurde auf dem Hoftheater im Steingraeber-Palais bis 1991 gezeigt.

#### Leubaldund Wiederbespielung von Sanspareil (1989–1995)
Schon 1988 wurde der Text von Richard Wagners Jugendwerk Leubald erstmals abgedruckt, damals in einem Programmheft von Die Meistersinger von Nürnberg der Bayreuther Festspiele. Uwe Hoppe bekam den Auftrag, einen 20-minütigen Ausschnitt daraus zu zeigen. Danach kürzte Hoppe den Text dieses Stückes, das eigentlich mehr als sechs Stunden dauert, auf etwa 90 Minuten. Die Uraufführung von Leubald fand auf der veränderbaren Bühne von Tannreuther, Meistersinger statt.
Mit den beiden Wagner-Adaptionen war Hoppe 1990 auf Gastspielen in Dresden und 1991 in Wolfenbüttel anlässlich des 400. Geburtstags des dortigen Theaters.
Als Hoppe das erste Mal den Felsengarten Sanspareil besuchte, entstand der Traum, dort einmal zu inszenieren. So wurde im Jahr 1992 zum ersten Mal, seit den Zeiten der Markgräfin Wilhelmine, wieder ein Stück im Ruinentheater von Sanspareil gespielt. Ebendieses Werk war Leubald, mit dem Uwe Hoppe diese Bühne wieder reanimierte. Man spielte es dort bis 1995.
1992 arbeitete er außerdem mit Harry Kupfer an der Komischen Oper Berlin zusammen.

#### Hoppe in ganz Deutschland (1991–1999)
Um alle Opern Richard Wagners einmal adaptiert zu haben, schrieb Hoppe für 1991 Tristan, der fliehende Irrländer und Isolde. Dieses Stück nimmt die Bühnenwerke Wagners Tristan und Isolde und Der fliegende Holländer auf. Der Tristan lief bis 1993.
Außerdem führte Hoppe währenddessen auch von ihm selbstgeschriebene Stücke auf. So feierte Mozart und Salieri nach Alexander Puschkin 1991 in Bayreuth seine Uraufführung. Das Musical Glück im Pech, Spiel in der Liebe mit der Musik von Hans-Martin Gräbner wurde 1992 in der Studiobühne Bayreuth uraufgeführt.
1993 Uwe Hoppe eingeladen, in Hannover zu inszenieren. Dort wurde Hoppes Zurück vom Ring mit der Musik von Jeff Goldberg gezeigt. Diese Ringrevue wurde Inszenierung des Jahres in Hannover.
Nachdem im Steingraeber-Hof-Theater jede Wagner-Oper einmal gespielt wurde, schrieb Hoppe eine neue Ring-Adaption. Der Ring der Niederungen behandelt den Stoff des Ring des Nibelungen und überträgt diesen auf die Gegenwart. Zum Ende des Stückes, welches von dem Jahr 1994 bis 2042 geht, verfällt die Menschheit zurück in die Steinzeit. Das Stück erregte viel Anstoß und wurde bis 1996 gespielt.
In Sanspareil inszenierte Hoppe dann für die Jahre 1995 bis 1997 Amphitryon von Molière mit originaler Violinenmusik. Das Orchester dazu befand sich im Orchestergraben des Theaters.
Für das Theater in Dessau schrieb Hoppe Lohngrien in Anhalt. Dieses Werk, das 1995 uraufgeführt wurde, überträgt die Thematik von Lohengrin als Ost-West-Konflikt.
Die Handlung von Der Fliegende Holländer adaptierte Hoppe in Blutrote Segel, welches 1995 in Hof gespielt wurde. Mit diesem Stück eröffnete Hoppe das Studio des neuen Theaters.
Nachdem man Der Ring der Niederungen drei Sommer lang gespielt hatte, wurde 1997 Parzival auf dem Hoftheater im Steingraeber-Haus uraufgeführt. Dieses Werk richtet sich hauptsächlich nach dem Roman von Wolfram von Eschenbach und wurde nur noch 1998 gespielt. Da die meisten Schauspieler in Parzival Studenten waren und von Bayreuth wegzogen, musste Hoppe ein neues Stück für die Saison 1999 schreiben.
Zum 250. Jahrestag der Eröffnung des Markgräflichen Opernhauses in Bayreuth inszenierte Hoppe 1998 dort „The Fairy Queen – Ein Sommernachtstraum“ von Henry Purcell/William Shakespeare. Da der Felsengarten Sanspareil 1749 erschlossen wurde, inszenierte er zu diesem 250. Jubiläum in dem dortigen Theater Das Spiel von Liebe und Zufall.
Nachdem Hoppe bereits 1998 Vatermord von Arnolt Bronnen im Theater der Altstadt in Stuttgart inszenierte, war dort seine nächste Arbeit Faust I, der dort elf Jahre lang in mehr als 300 Vorstellungen lief.

#### Hojotoho!(1999–2006)
Hojotoho! hatte 1999 in Bayreuth Premiere und wurde bis 2006 gespielt. In dieser Adaption, in der Uwe Hoppe selbst als Schauspieler zu sehen war, spielen fünf Personen alle Opern Wagners einmal durch.
Für das 150. Firmenjubiläum von Steingraeber schrieb Hoppe Der Walkürenritt, welches 2002 uraufgeführt wurde. Das Stück Selige Öde auf sonniger Höh wurde 2004 erstmals aufgeführt und handelt von Richard Wagner und Ludwig II.
Neben den Stücken im Steingraeber-Hof-Theater wurden in der Studiobühne Bayreuth, in der Eremitage und in Sanspareil weiter Werke von Uwe Hoppe uraufgeführt. So z. B. Eine Neuübersetzung von Romeo und Julia für die Eremitage. Im Jahr 2005 war Hoppe Gastregisseur bei den Festspielen Schloss Neersen, bei denen er Ende gut, alles gut, ein Musical nach William Shakespeare, auf die Bühne brachte.

#### Her den Ringund weitere Bühnenwerke (2007–2012)
Für die Saison 2007 schrieb Hoppe eine neue Adaption von Der Ring des Nibelungen. Her den Ring lief von 2007 bis 2009. Dabei wiederholt sich die Thematik des Rings bis in das Unendliche, ohne Aussicht darauf, dass es am Ende keinen Weltenbrand gibt.
Uwe Hoppe inszenierte auch in Kulmbach bei der Theatergruppe „Buschklopfer“. Karlis Tante wurde dort 2007 gespielt, 2008 Hoppes Skandalstück Wen der Hafer sticht und Hans im Glück 2010.
In Sanspareil inszenierte er 2008 Die witzigen Weiber von Windsor und Triumph der Liebe nach Marivaux 2010. Für das Markgräfliche Opernhaus schrieb Hoppe die Semi-Oper „Wilhelmine, Liebe ist nur Fantasie“ mit der Musik von Hans-Martin Gräbner, welche 2009 uraufgeführt wurde.
In Stuttgart inszenierte er 2010 Faust I und Faust II neu. Teilweise gibt es Aufführungstermine, an denen an einem Tag beide Teile hintereinander gezeigt werden.
Tannreuther, Meistersinger wurde 2010 neu inszeniert und auf der Bühne des Steingraeber Hoftheaters gegeben. Shakespeares Hamlet inszenierte Hoppe 2012 in Sanspareil.

#### Richard! Mein Leben!undLeubald(2012–2014)
Seit der Saison von 2012 wurde im Hoftheater Hoppes Richard! Mein Leben! gespielt, welches den geschichtlichen Rückblick auf die Bayreuther Festspiele und die Beziehung von Richard und Cosima Wagner wagt. Das von Michael Bachmann konzipierte Bühnenbild stellte hierbei den Schnürboden des Festspielhauses dar.
Im Stuttgarter Theater der Altstadt inszenierte er Peer Gynt von Henrik Ibsen und Der Kissenmann von Martin McDonagh. Mit dem Kissenmann ist ein Gastspiel in Perm für Oktober geplant. Das Stück wurde am 28. Oktober 2014 im Theater der Altstadt wieder aufgenommen.
Zusammen mit den Buschklopfern brachte er sein Werk Die Beglückte Schäferin Belinde auf die Bühne und spielte darin selbst die Rolle der Hexe. Die Uraufführung fand am 18. Juli 2014 in Himmelkron statt.
Für das Jubiläumsjahr 2013 (200 Jahre Richard Wagner) inszenierte Hoppe Leubald neu. Hierfür wurde erstmals der Rokokogarten bei Steingraebers bespielt. Wurde 2013 noch Sanspareil mit diesem Stück bespielt, wurde es 2014 nur im Garten aufgeführt.

#### Loriot,Tristan oder IsoldeundEr ist wieder da(2015–2016)
In Bremen inszenierte Uwe Hoppe das Einpersonenstück Sisi – Träumereien einer Kaiserin, das er auch selbst schrieb. Das Monodrama für eine Schauspielerin und Sängerin handelt vom Leben der Kaiserin Elisabeth. Die Uraufführung fand im Februar 2015 statt.
Im Theater der Altstadt in Stuttgart begann Anfang 2015 Hoppes Arbeit an Loriots Dramatische Werke, das eine dramatische Aufarbeitung der Szenen und Sketche von Vicco von Bülow darstellt. Hoppes Werk stellt eine Hommage an den 2011 verstorbenen Humoristen dar. Die Premiere fand am 29. Mai 2015 statt.
Für das Steingraeber-Hoftheater schrieb Hoppe das Drama Tristan oder Isolde? Wagner Untold. Es ist das zweite Mal nach Tristan, der fliehende Irrländer und Isolde, dass Hoppe den Tristan-Stoff erneut behandelte. Für dieses Werk orientierte er sich aber nicht nur an dem Werk Richard Wagners, sondern auch an dem historischen Stoff von Gottfried von Straßburg. So schafft Uwe Hoppe ein Drama, das auch die Vorgeschichte der Handlung zeigt, die in der Oper Wagners nur erzählt wird.

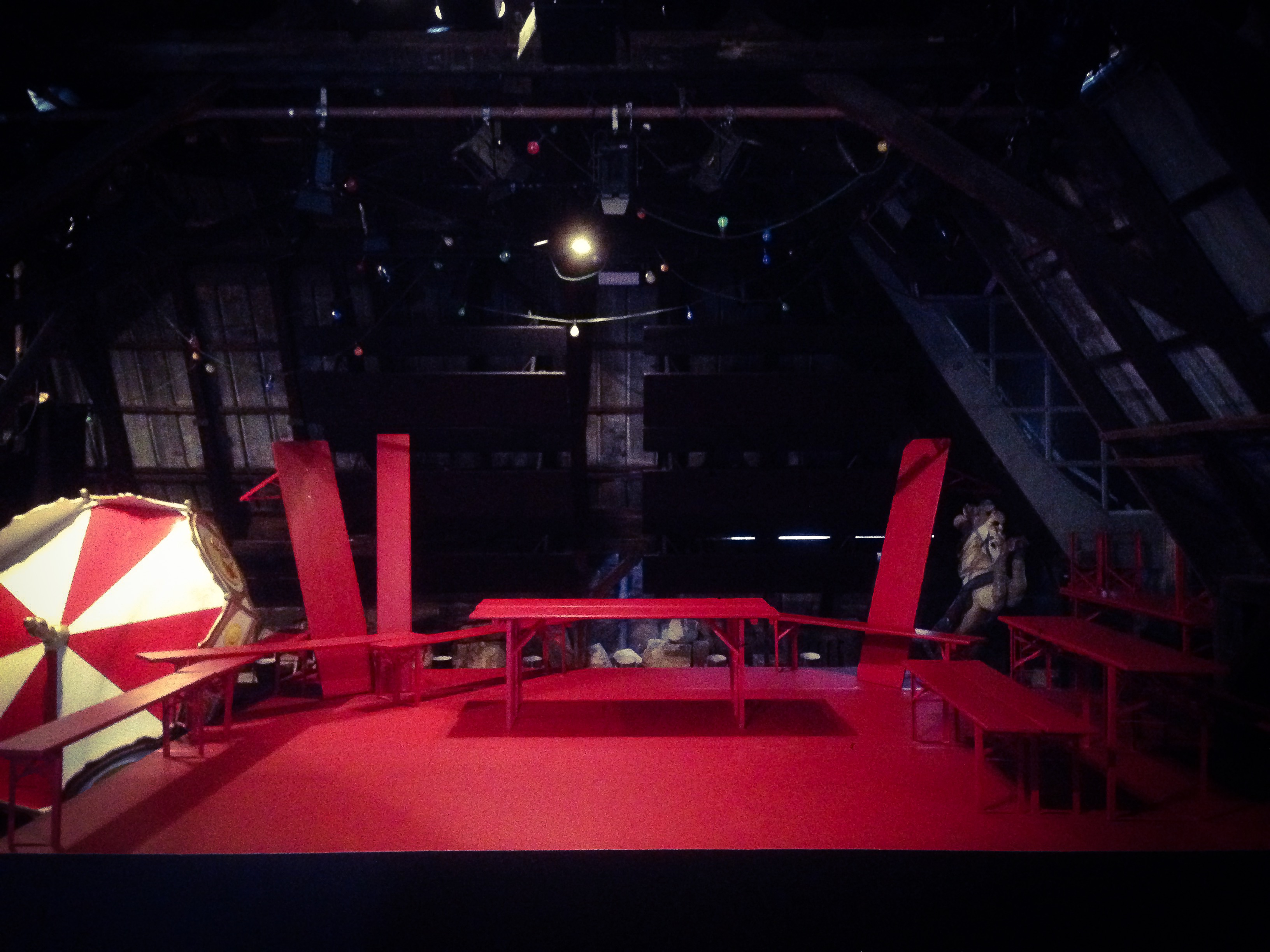
Bühnenbild zu Tristan oder Isolde?

Tristan oder Isolde wurde in der Sommersaison 2016 ein weiteres Jahr gezeigt. Die Wiederaufnahmepremiere fand am 23. Juli 2016 statt.
Der 2012 erschienene Roman Er ist wieder da von Timur Vermes wurde von Uwe Hoppe dramatisiert und am 12. Februar 2016 im Theater der Altstadt uraufgeführt. Außerdem inszenierte Hoppe Warten auf Godot von Samuel Beckett. Dieses Werk auf die Bühne zu bringen stellt für den Regisseur einen lange gehegten Traum da. Die Premiere fand am 8. April 2016 im ausverkauften Theater der Altstadt statt. Im selben Theater inszenierte Hoppe Max Frischs Drama Andorra, das am 14. Oktober 2016 Premiere feierte.
Anlässlich des 500. Jubiläums der Reformation 1517 schrieb Uwe Hoppe das Stück Mein Herr Käthe. Das für zwei Schauspieler geschriebene Werk handelt vom Leben Martin Luthers und dessen Ehefrau Katharina von Bora. Es wurde am 31. Oktober 2016 im ausverkauften Theater im Palais in Berlin uraufgeführt.

#### Heda! Heda! Hedo!undFlieg, Holländer, Flieg!(seit 2017)
Im Sommer 2017 feierte Hoppes Heda! Heda! Hedo! auf dem Hoftheater im Steingraeber Palais Premiere. Inhaltlich befasst es sich thematisch mit Wagners Ring des Nibelungen. Gespielt wurde es auf dem Hoftheater in drei Spielzeiten bis 2019. Im Theater der Altstadt in Stuttgart inszenierte Hoppe 2017 Andorra von Max Frisch.
Seine Inszenierungen am Theater der Altstadt in Stuttgart umfassten 2018 Die Jungfrau von Orleans von Friedrich Schiller, Die schmutzigen Hände von Jean-Paul Sartre, sowie Mutter Courage und ihre Kinder von Bertolt Brecht. Uraufgeführt in Stuttgart wurde außerdem sein Stück Nach Europa.
In Kulmbach brachte Hoppe 2019 Was ihr wollt nach Shakespeare auf die Bühne und in der Bayreuther Eremitage eine Neufassung von Rumpelstilzchen. Sein Werk Bonhoeffer – der mit dem Lied über das Leben von Dietrich Bonhoeffer wurde 2019 in Dortmund uraufgeführt.
Im Theater der Altstadt feierte 2020 seine Inszenierung Jedermann von Hugo von Hofmannsthal Premiere.
Die COVID-19-Pandemie konfrontierte das Steingraeber-Hoftheater mit der Herausforderung, auch unter ausgeweiteten Hygienebedingungen den Spielbetrieb möglich zu machen. Anstatt eines Wagner-assoziierten Programms wurden im Sommer 2020 auf der Bühne andere Stücke und Konzerte gespielt. 2021 wurde Flieg, Holländer, Flieg! uraufgeführt. Thematisch greift Hoppe hier frei nach Richard Wagner dessen Der fliegende Holländer auf. Auch dieses Stück wurde unter Berücksichtigung eines an die Pandemie angepassten Konzepts entwickelt. Statt auf einer Tribüne saß das Publikum nun um die Bühne verteilt; auf eine komplette Verdunkelung des Zuschauerraums wurde verzichtet. Nach der Wiederaufnahme 2022 erfolgte die Rückkehr zum konventionellen Konzept 2023 mit der Uraufführung von Lohengrin sein Vater und der Gral.

#### Elfriede von Lo
Seit 1994 tritt Uwe Hoppe unter dem Pseudonym Elfriede von Lo auf. Er gibt im Frauenkostüm eigene Chanson-Abende.

## Sonstiges
Im Jahr 2010 wurde Uwe Hoppe der Friedrich-Baur-Preis der Bayerischen Akademie der Schönen Künste verliehen.

## Werke

### Libretti
- Stationen der Hoffnung, szenisches Oratorium, Musik: Prof. Dr. D. Salbert, U 1981 Braunschweig
- Miserere Domini, Pastroalmesse, Musik: Prof. H. Bieler, U 1985, Bayreuth
- Die Schöne und das Scheusal, Musical, Musik: Prof. Dr. D. Salbert, U 1986 Braunschweig und Bayreuth
- Glück im Pech, Spiel in der Liebe, Musical, Musik: H. M. Gräbner, U 1992 Bayreuth
- Zurück vom Ring, Ringrevue frei nach Richard Wagner, Musik: J. Goldberg, U 1993 Hannover
- Der Rote Traum, Musical, Musik: H. M. Gräbner, U 1995 Bayreuth
- Viva la Diva, Musical, Musik: H. M. Gräbner, U 2000 Bayreuth
- Dracula, Musical, Musik: H. M. Gräbner, U 2001 Sanspareil
- Schneeweißchen und Rosenrot, Text zu einer Oper, Musik: H. M. Gräbner, U Bayreuth 2003
- Wilhelmine, Liebe ist nur Fantasie, Semi-Oper, Musik: H. M. Gräbner, U Markgräfliches Opernhaus Bayreuth 2009

### Bühnenwerke
- Klytemnästra verteidigt sich vor Orest, Monodrama, U 1981 Bayreuth
- Der Ring des Liebesjungen, frei nach Richard Wagner, U 1982 Bayreuth
- Rotkäppchen, frei nach den Gebr. Grimm, U 1984 Bayreuth, Aufführungsmitschnitt gesendet durch den BR 1985, U der Neufassung 2002, Stuttgart
- Paxiphall & Lohengrün, frei nach Richard Wagner, U 1985, Bayreuth
- Bye, Bye Marilyn, Monodrama, U 1986 Nürnberg
- Tannreuther, Meistersinger, frei nach Richard Wagner, U 1988 Bayreuth, NI 2010
- Der blaue Wald, ein Spiel; U 1990, Bayreuth
- Geliebtes Bayreuth, Stadtrevue; Musik: H. M. Gräbner, U 1991 Bayreuth
- Tristan, der fliehende Irrländer und Isolde, frei nach Richard Wagner, U 1991 Bayreuth
- Mozart und Salieri, nach Alexander Puschkin, U 1991 Bayreuth
- Der Ring der Niederungen, frei nach Richard Wagner, U 1994 Bayreuth
- Die Schafe, der Hirt und die Hunde, Posse mit Gesang, Musik: H. M. Gräbner, U 1994 Bayreuth
- Lohngrien in Anhalt, frei nach Richard Wagner, U 1995 in Dessau
- Blutrote Segel, frei nach Richard Wagner, U 1995 Hof
- Waldes Lust Spiel, Komödie, U 1996 Bayreuth
- Die Bremer Stadtmusikanten, frei nach Gebr. Grimm, U 1996 Bayreuth
- Das Schwarze Schloss, nach Motiven von E. Allan Poe, U 1997 Bayreuth
- Parzival, nach Wolfram von Eschenbach, U 1997 Bayreuth
- Brüderchen und Schwesterchen, nach Gebr. Grimm, U 1997 Bayreuth
- Des Kaisers neue Kleider, nach H. C. Andersen, Musik: H. M. Gräbner, U 1998 Dessau
- Im Zauber der Nacht, Komödie, U 1999 Bayreuth
- Hojotoho! – der gantze Wagner am einen Abendt, U 1999 Bayreuth
- Die Gänsehirtin am Brunnen, nach Gebr. Grimm, U 2000 Bayreuth
- Hotel Schloss Greif, musikalische Komödie, Musik: H. M. Gräbner, U 2001 Bayreuth
- Der Walkürenritt, Komödie für einen Schauspieler und einen Flügel, U 2002 Stuttgart, Bayreuth
- Die Schneekönigin, nach H. C. Andersen, U Kulmbach 2003/ Bayreuth 2004
- Nur Nicht aus Liebe weinen – Zarah Leander brät einen Elch und lädt alle Anwesenden zum Essen ein., Musical, U 2004 Stuttgart, Kiel
- Selige Öde auf sonniger Höh, heiteres Schauspiel mit Musik, U 2004 Bayreuth
- Von Liebe keine Spur oder Der Brummbär, Commedia con Musica, U Kulmbach 2006
- Kein Schöner Land, Komische Tragödie, U Bayreuth 2006
- Dornröschens Hochzeitstag, Komödie, U Braunschweig 2006
- Her den Ring, Wagners Ring ganz durch, U Bayreuth 2007
- Wen der Hafer sticht, Komödie, U Kulmbach 2008
- Bauer sucht Frau – europaweit, Komödie, U Braunschweig 2009
- Hans im Glück, Nach den Gebr. Grimm, U Kulmbach 2010
- Lili Marlen, Musikalischer Abend über das Leben von Lale Andersen, U Bremerhaven, 2012
- Richard! Mein Leben!, U Bayreuth 2012
- Das gibt’s nur einmal, das kommt nicht wieder, Musikalischer Abend über verfolgte jüdische Komponisten, U Bremen 2013
- Play Luther, U Stuttgart 2014
- Die Beglückte Schäferin Belinde, U Himmelkron 2014
- Sisi – Träumereien einer Kaiserin, über das Leben der Kaiserin Elisabeth, U Bremen 2015
- Tristan oder Isolde? Wagner Untold., U Bayreuth 2015
- Er ist wieder da, nach dem gleichnamigen Roman von Timur Vermes, U Stuttgart 2016
- Heda! Heda! Hedo! What the Fuck is Wagner?, U Bayreuth 2017
- Nach Europa, U Stuttgart 2018
- Bonhoeffer – der mit dem Lied, U Dortmund 2019
- Noch'n Gedicht, ein Heinz Erhardt Abend, U Stuttgart 2021
- Flieg, Holländer, Flieg, U Bayreuth 2021
- Lohengrin sein Vater und der Gral, U Bayreuth 2023
- DER RING - rebootet, U Bayreuth 2025[41]

### Neuübersetzungen
- Romeo & Julia, nach W. Shakespeare, Bayreuth 2005
- Ende gut, alles gut, Musical nach der Komödie von W. Shakespeare, Musik: H. M. Gräbner, U Festspiele Schloss Neersen 2005
- Don Juan, nach Molière, U Festspiele Schloss Neersen, 2006
- Karlis Tante, Frei nach Brandon Thomas, U Kulmbach 2007
- Die witzigen Weiber von Windsor, Frei nach W. Shakespeare, U Sanspareil 2008
- Triumph der Liebe, nach Marivaux, U Sanspareil 2010
- Was ihr wollt, nach Shakespeare, U Kulmbach 2019